# Campeonato Europeu de Andebol Masculino de 2006
O Campeonato Europeu de HandebolPB/AndebolPE Masculino de 2008 foi a 7ª edição do principal campeonato de handebol das seleções da Europa. O torneio realizou-se na Suíça, nas cidades de  Basel, Berna, Lucerne, St. Gallen e Zürich. França ganhou o torneio com Espanha segundo e Dinamarca terceira.